# Moritz Levy
Moritz Levy (født 16. november 1825 i København, død 12. juli 1892 i Saint-Gervais-les-Bains (en) i Frankrig) var en dansk nationalbankdirektør.

## Baggrund
Levy var søn af købmand Abraham Lazarus Levy og Mariane Cohen. Han  kom i handelslære i København, og  senere hos et bankierfirma i Hamborg. Han rejste til Dansk Vestindien for at drive  købmandsforretning, men kunne ikke tåle klimaet og kom tilbage til København i 1849.

## Nationalbankdirektør
Levy blev ansat i Finansministeriet og var fra 1857 medlem af Nationalbankens direktion. I 1861 blev han kongeligt udnævnt nationalbankdirektør, en stilling han bestred til sin død i 1892.
Moritz Levy reformerede Nationalbanken og gjorde den tidssvarende. Han var fortaler for en møntreform og var som sådan den danske ansvarlige for den Skandinaviske Møntunion af 1873, hvor rigsdaler og skilling afløstes af krone og øre, i Danmark, Sverige og Norge.
Fra 1873 til 1876 havde han det konkrete ansvar for udmøntningen af de nye mønter og inddragelsen af de gamle.

## Andre hverv
Levy var i mange år medlem af kontrolkomiteen for Det Sjællandske Jernbaneselskab, og mellem 1876 og 1879 af bestyrelsesrådet for Forsikringsselskabet Danmark. Han var medlem af styrelsen for Burmeister & Wains fabrikker til sin død, og blev udnævnt til etatsråd 1864 og konferensråd 1887.
Levy var levende optaget af samtidens nationaløkonomiske spørgsmål. Han var en flittig bidragyder til Nationaløkonomisk Tidsskrift og var formand for Nationaløkonomisk Forening fra 1877 til sin død, ligesom han deltog i adskillige skandinaviske nationaløkonomiske kongresser.
I 1876 blev han udnævnt til Kommandør af 1. grad af Dannebrog.

## Familie og død
Moritz Levy omkom ved en oversvømmelse på et rekreationsophold i Saint-Gervais-les-Bains, da Tête Rousse-gletsjeren (en) brød sammen, hvorved 100.000 m³ smeltevand og slam skyllede ned i dalen. Han var gift med Emilie Frederikke Wagner og de fik seks børn. Han blev begravet på Mosaisk Nordre Begravelsesplads.
Levy er afbildet posthumt på P. S. Krøyers maleri Fra Københavns Børs.